# Pataki (település)
Pataki (1899-ig Potoka, szlovákul: Potoky) község Szlovákiában, az Eperjesi kerületben, a Sztropkói járásban.

## Fekvése
Sztropkótól 6 km-re északra, az Ondava bal oldalán fekszik.

## Története
A falut a vlach jog alapján alapították a 16. században és ruszin pásztorokkal telepítették be.
A 18. század végén Vályi András így ír róla: „POTOKA. Orosz falu Sáros Vármegyében, földes Ura Gróf Áspermont Uraság, lakosai ó hitüek, legelője, fája elég van, földgyének is 1/3 része meglehetős, harmadik osztálybéli.”
Fényes Elek 1851-ben kiadott geográfiai szótárában így ír a faluról: „Potoka, orosz falu, Sáros vmegyében, a makoviczi uradal. ut. p. F. Orlichhoz egy órányira: 128 gör. kath. lak.”
A trianoni diktátumig Sáros vármegye Felsővizközi járásához tartozott.

## Népessége
| Év:            | 1994. | 2004.   | 2014.   | 2024.    |
| -------------- | ----- | ------- | ------- | -------- |
| Emberek száma: | 102   | 92      | 93      | 82       |
| Eltérés:       |       | -9,80 % | +1,08 % | -11,82 % |

| Év:            | 2023. | 2024.   |
| -------------- | ----- | ------- |
| Emberek száma: | 83    | 82      |
| Eltérés:       |       | -1,20 % |

1910-ben 116, túlnyomórészt ruszin lakosa volt.
2001-ben 87 lakosából 83 szlovák volt.
2011-ben 92 lakosából 80 szlovák és 8 ruszin.

## Nevezetességei
- Szent Paraskievy görögkatolikus fatemploma 1773-ban épült. Alacsony kőkerítés övezi. A templom mellett harangláb áll 1839-ből származó haranggal.